# リップ・テイラー
チャールズ・エルマー・“リップ”・テイラー・ジュニア（Charles Elmer "Rip" Taylor Jr. 1931年1月13日 - 2019年10月6日）はアメリカの俳優、コメディアンである。口髭やカツラ、自身等に紙吹雪を浴びせる習慣などの熱情的で派手な人柄で知られる。ハリウッド・リポーター誌はテイラーを、数千のナイトクラブやテレビ番組への出演をして「60年以上テレビとナイトクラブの大黒柱」であったと評している。